# Foro Annonario
Il Foro Annonario di Senigallia è una struttura che si trova nella città di Senigallia, in provincia di Ancona, situata nel centro storico e a pochi passi dalla centrale Piazza Roma, nonché vicinissima al fiume Misa.

## Storia e descrizione

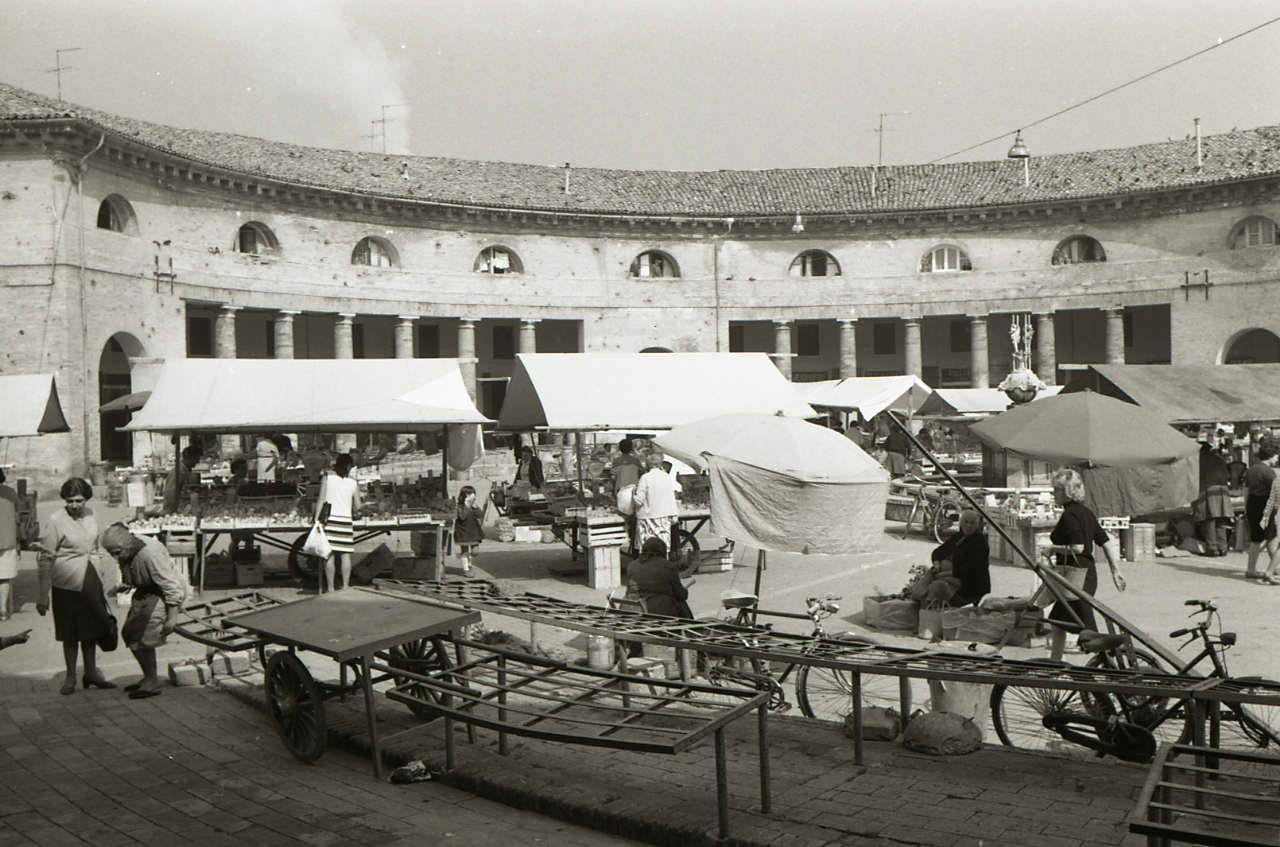
Mercato nel Foro Annonario in una foto del 1969 di Paolo Monti

L'opera è stata progettata nel 1834 dall'architetto Pietro Ghinelli in stile neoclassico, il quale propose una pianta circolare sulla quale sorsero 24 colonne in stile dorico che reggono la struttura soprastante e che formano un portico. Per costruire il tutto furono usati laterizi.
Fino a pochi anni fa vi si svolgeva quotidianamente la compravendita di pesce sotto al porticato. Nella piazza centrale ancora oggi, il mattino, svolgono la loro attività i commercianti ambulanti di frutta e verdura. Nel sottottetto trovano posto la biblioteca e l'archivio comunale.

## Curiosità
- Dal 6 al 22 settembre 2010 il Foro è stato chiuso al pubblico per permettere le riprese di uno spot BMW[1]